# Сент-Амансе
Сент-Амансе́ (фр. Saint-Amancet, окс. Sanch Amauç) — коммуна во Франции, находится в регионе Юг — Пиренеи. Департамент — Тарн. Входит в состав кантона Ла-Монтань-Нуар. Округ коммуны — Кастр.
Код INSEE коммуны — 81237.

## География

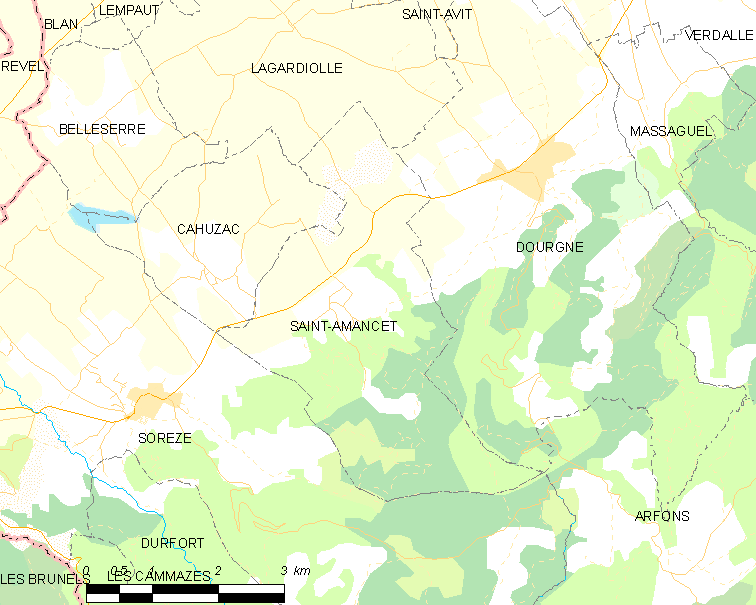
Карта коммуны

Коммуна расположена приблизительно в 600 км к югу от Парижа, в 60 км восточнее Тулузы, в 55 км к югу от Альби.
Южную часть территории коммуны занимают леса.

## Климат
Климат умеренно-океанический. Зима мягкая и дождливая, лето жаркое с частыми грозами. Ветры довольно редки.

## Население
Население коммуны на 2010 год составляло 174 человека.
| 1962 | 1968 | 1975 | 1982 | 1990 | 1999 | 2010 |
| ---- | ---- | ---- | ---- | ---- | ---- | ---- |
| 193  | 189  | 151  | 133  | 131  | 158  | 174  |

## Администрация
| Период | Период | Фамилия           | Партия | Примечания |
| ------ | ------ | ----------------- | ------ | ---------- |
| 2001   | 2008   | Андре Шаббаль     |        |            |
| 2008   | 2020   | Патрик Россиньоль |        |            |

## Экономика
В 2007 году среди 113 человек в трудоспособном возрасте (15—64 лет) 87 были экономически активными, 26 — неактивными (показатель активности — 77,0 %, в 1999 году было 71,3 %). Из 87 активных работали 77 человек (40 мужчин и 37 женщин), безработных было 10 (3 мужчин и 7 женщин). Среди 26 неактивных 8 человек были учениками или студентами, 10 — пенсионерами, 8 были неактивными по другим причинам.